# スーパー桃太郎電鉄III
『スーパー桃太郎電鉄III』（スーパーももたろうでんてつスリー）は、ハドソンが開発し1994年12月9日に発売されたスーパーファミコン用コンピュータボードゲーム。
1995年12月15日にはゲームギアに移植され、ハドソンが同機種にて発売した唯一のゲームソフトとなった。

## 概要
基本的なゲームシステムは前作であるPCエンジン用ソフト『スーパー桃太郎電鉄II』（1991年）と同様であるが、今作はキングボンビー対策にロボット研究所が初登場し、カード売り場のうちいくつかがこのマスに変更になった。新駅の登場が無い分、イベントの数・カードの種類・物件数が増加し、よりゲームのボリュームが増している。
発売当時に放送されたテレビCMは土佐電鉄電車両内にてロケ撮影が行われ、タレントの荒井注がスリの銀次役で出演した。

## 前作からの変更点
- タイトル曲が新規曲に変更になり、『HAPPY』まで毎作専用のタイトル曲が用意されるようになった。
- 夜叉姫がCOMキャラから外れ、桃太郎のアシスタントとして「PBS NEWS」に登場する。
  - 入れ替わりにかぐや姫が夜叉姫の思考パターンを引き継いで対戦相手として登板した。
- プラス駅やマイナス駅・イベントなどで出てくる収入や支出が、基本的に年数に比例するようになった。
- 物件ジャンルが見直された。「外食」が「食品」になり、「ホテル」「レジャー」「温泉」「その他」が「観光」「商業」に組み直された。
- 収益率マイナスの物件は、独占することで損失が半減する（『II』までは損失も倍増していた）。
- 前作まであったプログラム上の制約が撤廃され、全ての物件を購入することが出来るようになった。
- 本作から、決算で富士山を背景に新幹線などが通過するアニメーションにおいて背景のレイアウトが概ね現在のものと同じになった[4]。
- 貧乏神がつくプレイヤーの告知の際のセリフ回しが変更された。
- 貧乏神やキングボンビーの悪行は、種類が増加し、年数を追うごとに強化される。また、『II』から引き継がれた悪行も補強されている。
  - 貧乏神が変身する際のメッセージが「貧乏神が でんせつの キングボンビーに へんしん しようと してるのでは!」に統一されたため、何になるのかは実際に変身するまで判別出来なくなった。なお、キングボンビーに変身した際、キングボンビーが落雷のエフェクトと共に出現する（本作のみ）。
  - 本作より各種悪行を行う前に、悪行ごとの固有のエフェクト（サイコロ10個振り→炎、カード全捨て→竜巻等）が挿入されるようになった。
  - 本作より、キングボンビーに変身している間はマップの色が赤紫色に変化する。
  - キングボンビーへの対抗手段であるメカボンビーを販売する「ロボット研究所」が初登場。全国数か所にあり、本作では1回の訪問で1回だけ投資できるシステム。1億円単位で99億円まで投資でき、投資金がメカボンビーの価格に達すると購入したことになる。
- 「おひるねカード」の効果中でもキングボンビーが悪行を行うようになった。
- 「リニアカード」が30マス進める効果になる[5]。従来のリニアカードは300系新幹線登場に伴い、「のぞみカード」として登場する。
- 「イトーヨーカード」が1つの都市の物件を安い順にまとめ買いする仕様になった。
- 「乗っ取りカード」で他人の物件を乗っ取る場合、物件の価格の2倍の金額が必要になった。
- 「なすりつけカード」で失敗した時に、次のターンで自分が1回休みになる効果に変更された。
- 本作のみ、ドジラ出現から都市を襲うまで4か月間の猶予期間があり、モモトラマンカードを用意する準備期間が与えられるようになった。ただしどの都市がターゲットになるかは襲う直前まで不明。
  - モモトラマンが勝負に負けることがあるようになり、モモトラマンカードは勝負に負けるまで手元に残るようになった。また、カードを持っているだけで効果を発揮するが、出動させるかどうかはプレイヤーが任意で決められるようになった。
- 物件が8件ある駅が、全国的に大幅に増えた。
- 収益率2%の物件が登場した（『II』までは全て収益率が5%刻みだった）。
- 景気変動イベントが登場。バブル（プラス駅収入・到着援助金が2倍、マイナス駅支出が半分）と不景気（プラス駅収入・到着援助金が半分、マイナス駅支出が2倍）がある。
- 10億円以上持った状態で、カード売り場で損害系カードを売ろうとすると出る「闇のカード売り場」システムが廃止された。
- 特定のプレイ回数のみ、記念ゲームとして特別な状態でスタートすることができる。
  - 30回-初期状態の所持金が8億円[6]。
  - 50回-最初から「のぞみカード」を2枚所持。
  - 100回-初期状態の所持金がマイナス10億円[7]。

## 移植版
| No. | タイトル              | 発売日         | 対応機種   | 開発元   | 発売元   | メディア                | 型式     | 備考 |
| --- | --------------------- | -------------- | ---------- | -------- | -------- | ----------------------- | -------- | ---- |
| 1   | スーパー桃太郎電鉄III | 1995年12月15日 | ゲームギア | ハドソン | ハドソン | 4メガビットロムカセット | T-143017 |      |

## スタッフ
- 総監督：さくまあきら
- 作画：土居孝幸
- 音楽：関口和之
- プログラム：楊裕治、中谷伸司、駒井一夫
- ドット・デザイン：中川京子、望月綾子、小林寿一
- サウンド：赤松彰宏
- 音楽協力：増田景子
- おんなぶろイラスト：原勝徳
- シナリオ協力：菅野ぽん吉、内木場秀樹、笹西三択
- 宣伝：山崎彰叙、前田一恵
- ディレクター：友野信彦、浅野耕一郎
- プロデュース：浦敏治

## 評価
スーパーファミコン版
ゲーム誌『ファミコン通信』の「クロスレビュー」では、8・7・7・5の合計27点（満40点）、『ファミリーコンピュータMagazine』の読者投票による「ゲーム通信簿」での評価は以下の通り、23.5点（満30点）となっている。
| 項目 | キャラクタ | 音楽 | お買得度 | 操作性 | 熱中度 | オリジナリティ | 総合 |
| 得点 | 3.9        | 3.8  | 3.9      | 4.1    | 4.1    | 3.8            | 23.5 |

ゲームギア版
ゲーム誌『ファミコン通信』の「クロスレビュー」では、7・6・5・8の合計26点（満40点）となっている

## 関連書籍
- ベストセラーズ スーパー桃太郎電鉄Ⅲ究極本 (ISBN 4584160198)
  - ゲーム監督のさくまあきらと『いただきストリート』を手掛ける堀井雄二の対談、キャラクターデザイン担当の土居孝幸による開発スタッフの1人である千葉達也が本作をプレイする様子を描いた4コマ漫画「ちばばの法則」が掲載されている。
- スーパー桃太郎電鉄Ⅲ必勝攻略法 (ISBN 4584160198)
- スーパー桃太郎電鉄Ⅲ : ハドソン公式ガイドブック (ISBN 409102498X)